# Melta

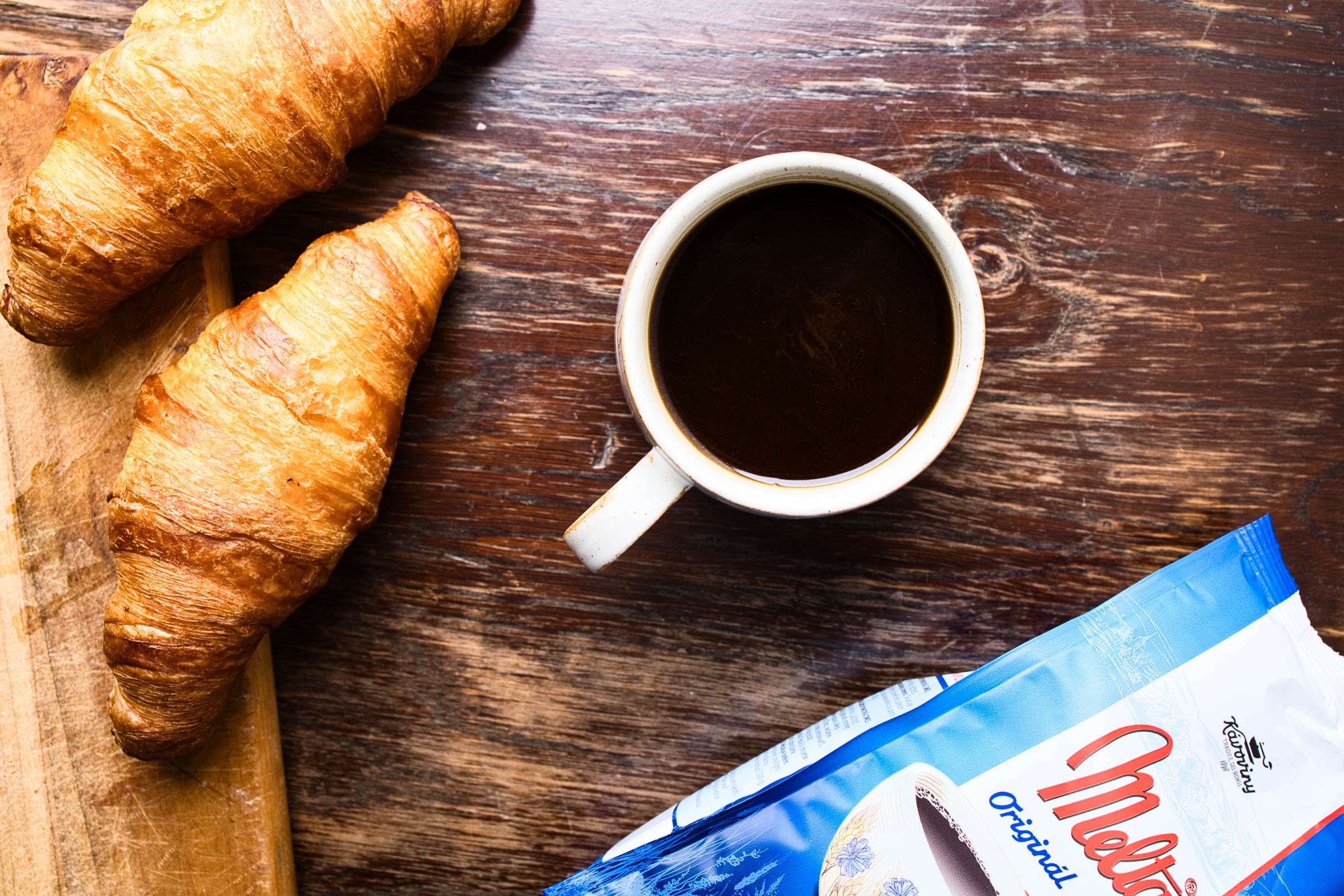
Meltová směs

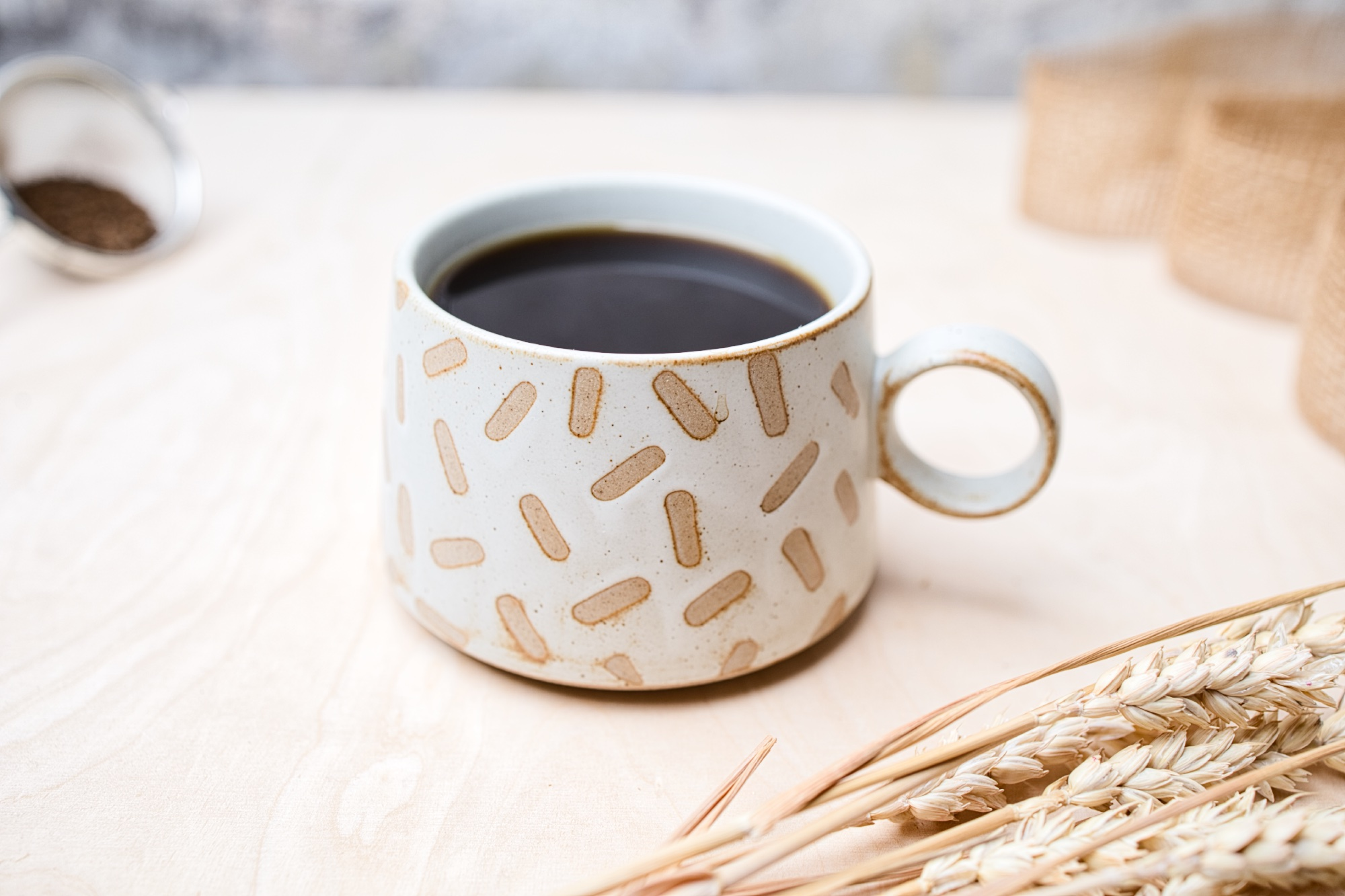
Šálek melty

Melta je tradiční cereální nápoj vyráběný společností Kávoviny a. s. v Pardubicích. Nápoj vznikl ve čtyřicátých letech 20. století jako náhražka kávy, tzv. kávovinová směs praženého kořene čekanky, cukrové řepy, drcených obilek ječmene a žita. Jednou z hlavních složek tradiční receptury sypané Melty je cikorka – pražený kořen čekanky obecné. Čekanka obsahuje terpenické a glykosidické hořčiny, které podporují trávení, vylučování žluče a snižují hladinu cukru v krvi. V jejích kořenech je také hojně obsažen polysacharid inulin, který se využívá jako výživa pro diabetiky.
Na rozdíl od kávy však Melta neobsahuje kofein, je tedy vhodná i pro děti a kojící matky. Barva směsi i aroma nápoje je kávové.
Nápoj se připravuje převařením směsi ve vroucí vodě a následným přecezením, konzumovat jej je možné jak horký, tak studený. Hotový nápoj z Melty lze libovolně dochutit, nejčastěji se dolévá mlékem či smetanou.